# Zatonie (Zielona Góra)

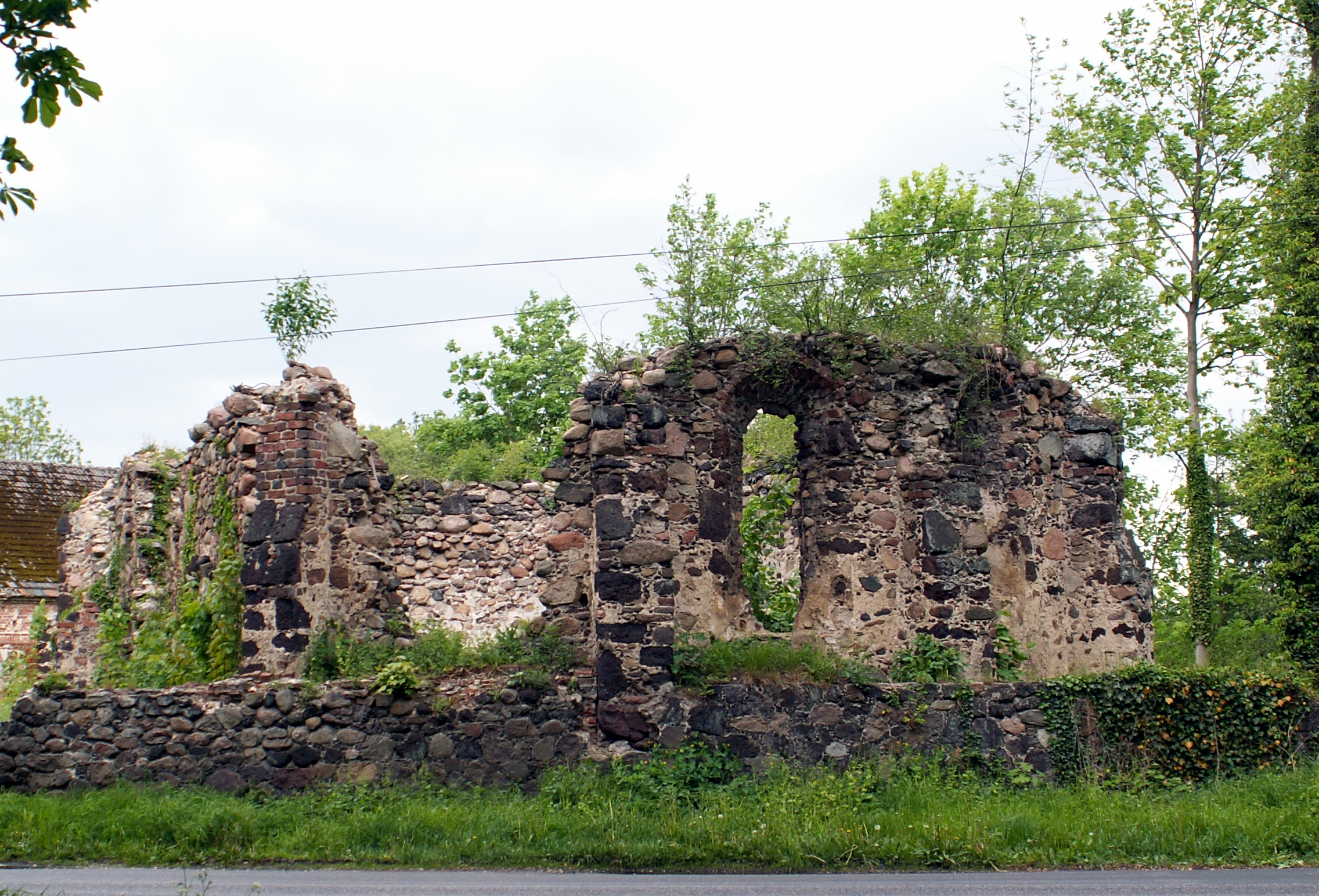
Ruiny kościoła pw. św. Jana z XIII wieku

Zatonie (niem. Günthersdorf) – od 1 stycznia 2015 roku część miasta i osiedle administracyjne Zielonej Góry. Do 31 grudnia 2014 roku samodzielna wieś w gminie Zielona Góra.
W latach 1975–1998 należące do województwa zielonogórskiego.

## Liczba ludności
- 2006 - 397
- 2007 - 425
- 2008 - 447
- 2009 - 470
- 2010 - 496
- 2011 - 521
- 2012 - 572
- 2013 - 587
- 2024 - 715

## Historia
Wieś o metryce średniowiecznej, założona prawdopodobnie w XIII w., po raz pierwszy odnotowana została w 1305 roku jako Martinivilla. Do 1646 roku znajdowała się w posiadaniu rodu von Kietlitz (vel Kittlitz), właścicieli pobliskiego Drzonkowa do 1611 roku. Około połowy XVI wieku wieś była podzielona między rodzinę von Kittlitz i Sigismunda von Knobelsdorfa. Barbara, bezdzietna wdowa po baronie von Kittllitz w 1646 roku sprzedała część Zatonia Joachimowi von Lestwitzowi. Później dobra zatońskie zostały scalone przez Balthasara von Unruha, który wybudował tu swoją rezydencję. Majątek zatoński nabył po śmierci potomka Balthasara Hansa Friedricha von Unruha Ferdinand Gottlob von Scopp z Przecławia. W roku 1771 kupiła go hrabina von Cosel, a po jej śmierci w 1784 roku dobra odziedziczył jej syn Gustaw Ernest. W 1789 roku majątek kupił von Johnston und Krögeborn, ponieważ syn hrabiny nie był w stanie nim zarządzać. W następnych 20 latach odnotowano trzech właścicieli dóbr: von Ramina, rotmistrza Prittwitza i hrabiego Hansa Melchiora von Schweinitza. Dobra te stanowiły uposażenie posagowe córki Piotra Birona, zmarłego w 1800 roku księcia kurlandzkiego i żagańskiego. W 1809 roku dobra zatońskie nabył kurator księżniczki Doroty Biron, Leopold Friedrich von Goeckingk. Dopiero w 1810 roku księżna Dorota osiadła w Zatoniu, ale na krótko, bo na cztery lata. Wówczas, to pałac i ogród zostały przebudowane w stylu klasycystycznym, a przebudowa została zakończona w 1843 roku według zamysłu księcia Hermanna von Pücklera z Mużakowa, jednego z najwybitniejszych architektów ogrodowych XIX w. W 1844 roku księżna Dorota de Talleyrand-Périgord przeniosła się do Żagania, gdzie objęła w posiadanie dobra księstwa żagańskiego. Pałac w Zatoniu był świadkiem wizyt znaczących postaci dziewiętnastowiecznej Europy: przyrodnika i podróżnika, twórcy geografii fizycznej Alexandra von Humboldta, kompozytorów Ferenca Liszta i Richarda Wagnera, pisarza Viktora Hugo, cara Rosji Mikołaja I, króla pruskiego Fryderyka Wilhelma IV, czy angielskiego generała Artura Wellingtona. Majątek wraz z Zatoniem po śmierci księżnej w 1862 roku odziedziczył jej syn, książę Aleksander von Dino, a w 1879 roku majątek nabył minister Rudolf von Friedenthal, po którym drogą dziedziczenia przejęła Zatonie jego córka, baronowa von Lancken-Wakenitz.

## Zabytki
Do rejestru zabytków wpisane są:
- ruina kościoła pw. św. Jana z drugiej połowy XIV wieku. W kamiennych murach znajduje się często stosowaną w tym rejonie w budownictwie sakralnym rudę darniową,
- kościół ewangelicki, obecnie rzymskokatolicki filialny pod wezwaniem Matki Boskiej Częstochowskiej, który zbudowano w 1765 roku w konstrukcji szachulcowej. W świątyni w 1839 roku wymieniono fundamenty, wnętrze wyremontowano w 1841, a w latach 1865-1866 wzniesiono murowaną z cegły wieżę. Do stopniowej wymiany konstrukcji szachulcowej na murowaną przystąpiono w latach osiemdziesiątych XIX stulecia, które zakończono dopiero na początku XX wieku. Zasadniczą część budowli stanowi dwukondygnacyjny korpus nakryty wysokim dachem wielospadowym. Dwie przybudówki oraz usytuowana po północno-zachodniej stronie wieża zwieńczona hełmem ostrosłupowym przylegają do korpusu, natomiast lekko łukowatym zamknięciem charakteryzują się otwory okienne. W przyziemiu wieży umieszczone jest wejście główne zamknięte półkoliście. W jednonawowym wnętrzu, o części prezbiterialnej przykrytej sklepieniem pozornym, zachowały się jednokondygnacyjne empory wsparte na słupach. Chór muzyczny ulokowano nad wejściem głównym, a za ołtarzem wejście do zakrystii. Zachowały się elementy oryginalnego wyposażenia, datowane na koniec XVIII wieku: późnobarokowy ołtarz, pierwotnie ambonowy, wczesnoklasycystyczna chrzcielnica z 1795 roku, późnobarokowy prospekt organowy z organami z datą „1799”, ponadto trzy konfesjonały, ławki, dwa świeczniki mosiężne oraz dwa dzwony z 1880 roku i z końca XIX wieku[6].

Przed kościołem rośnie dąb Jana Pawła II, wyhodowany z żołędzi dębu Chrobry, Znajduje się tutaj również granitowy głaz upamiętniający wycięty dąb Wilhelma, który posadzono na pamiątkę zjednoczenia Niemiec w 1871 roku.
- dom nr 47, z końca XVIII wieku,
- zespół pałacowy:
  - pałac z XVII wieku – wzniesiony w latach 1685-1689 jako piętrowy budynek nakryty dachem czterospadowym z wystawkami[3]. W 1842 roku przebudowany w stylu klasycystycznym, z czym wiąże się nazwisko K.F. Schinkla. Jest to dwupiętrowa, murowana z cegły podpiwniczona budowla założona na planie prostokąta. Z frontu wejście prowadziło przez zachowany do dziś portyk z czterema kolumnami doryckimi. Przy elewacji tylnej zachował się podobny portyk. Resztki detalu architektonicznego, zdobiącego elewacje pałacu, reprezentują gzymsy i prostokątne obramienia okienne. Nad gzymsem koronującym widnieje attyka zwieńczona w środku kartuszem herbowym z umieszczonym na niej herbem Talleyrandów. Spalony przez wojska radzieckie w 1945 roku i do dziś pozostaje w stanie ruiny[4], obecnie po rewitalizacji[7],
  - ruina oranżerii z XVIII/XIX w., częściowo odremontowana,
  - czworak z pierwszej połowy XIX wieku,
  - park z połowy XVIII/XIX wieku założony jako krajobrazowy przez słynnego architekta parków i ogrodów Piotra Józefa Lenné. Obecnie stanowi własność państwową. Powiększony w latach osiemdziesiątych XX wieku o podmokłe tereny leśne zajmujące powierzchnię ponad 50 ha. Rośnie tu jeszcze dziś wiele gatunków drzew, również o charakterze pomnikowym (np. dąb Talleyranda) jak starodrzew dębowy, grab, jesion, jawor i klon[3]. W okolicach rośnie kilka pomnikowych obiektów, którym nadano nazwy (dąb świętego Huberta, Dąb Młynarza przy resztkach starego młyna na Ochli, dąb Heliodor przy starej drodze do Ochli).